# Ibuprofen

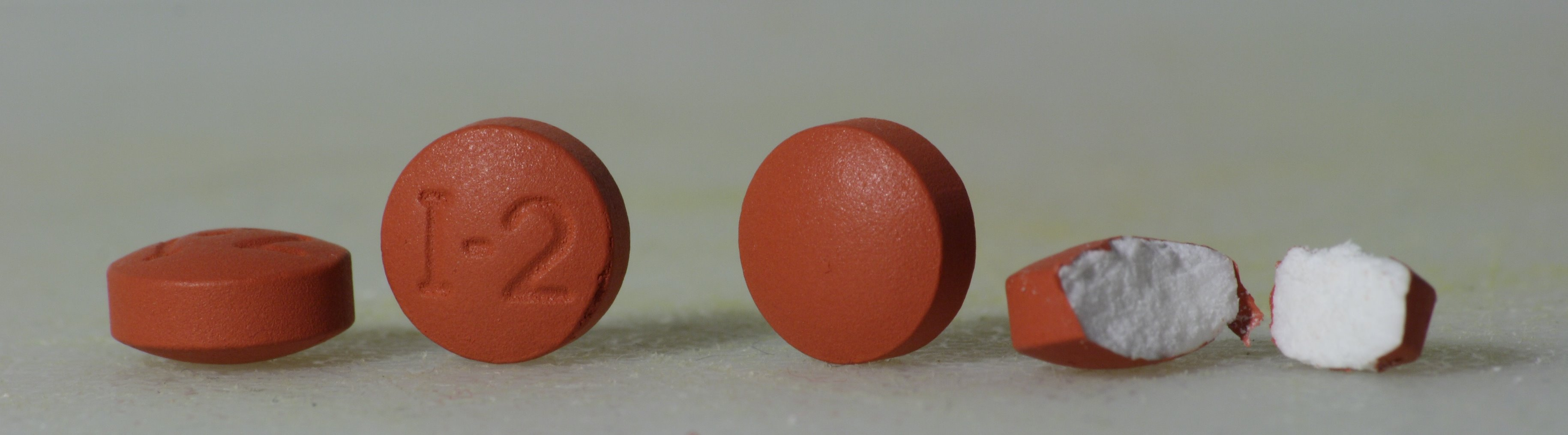
Viên ibuprofen 200 mg

Ibuprofen (INN) (phát âm /aɪbju ː proʊfɛn/ hay / aɪbju ː proʊfən /) là một thuốc chống viêm non-steroid (NSAID) ban đầu được giới giới thiệu là Brufen, và từ đó dưới nhiều nhãn hiệu khác (xem phần tên thương mại), thông dụng như Nurofen, Advil và Motrin. Nó được dùng để giảm các triệu chứng viêm khớp, thống kinh nguyên phát, sốt, và như một thuốc giảm đau, đặc biệt là nơi có viêm. Ibuprofen còn được biết là một thuốc chống kết tập tiểu cầu, mặc dù tác dụng này tương đối yếu và ngắn so với aspirin hay các thuốc chống kết tập tiểu cầu khác. Ibuprofen là một thuốc cơ bản có trong danh mục thuốc thiết yếu của Tổ chức Y tế Thế giới dành cho y tế cơ sở.

## Lịch sử
Ibuprofen bắt nguồn từ propionic axit do Tập đoàn Boots nghiên cứu trong những năm 1960. Nó được Stewart Adams cùng các đồng sự John Nicholson, Andrew RM Dunlop, Jeffery Bruce Wilson & Colin Burrows phát hiện và được cấp bằng sáng chế năm 1961. Thuốc được đưa vào điều trị cho viêm đa khớp dạng thấp tại Anh năm 1969, và tại Hoa Kỳ năm 1974. Adams sau đó đã được trao tặng danh hiệu Hiệp sĩ Anh vào năm 1987. Boots cũng được tặng Giải thưởng của Nữ hoàng dành cho doanh nghiệp vì sự phát triển của thuốc vào năm 1987.

## Tác dụng dược lý
Liều ibuprofen thấp (200 mg, và đôi khi là 400 mg) được cung cấp không cần đơn (OTC) tại hầu hết các nước. Ibuprofen có thời gian hoạt động phụ thuộc liều vào khoảng 4-8 giờ, lâu hơn so với thời gian bán thải. Liều khuyến cáo khác nhau tùy thuộc khối lượng cơ thể và chỉ định. Nói chung, liều uống khoảng 200–400 mg (5–10 mg / kg ở trẻ em) mỗi 4-6 giờ, liều tối đa hàng ngày thường là 800–1200 mg. Liều 1200 mg được coi là liều tối đa hàng ngày với thuốc uống không đơn (OTC), còn ở cơ sở y tế, liều tối đa hàng ngày có thể tới 2.400 mg.
Không giống như aspirin, dễ bị phá hủy trong nước, ibuprofen ổn định, do đó ibuprofen có thể dùng ở dạng gel hấp thụ qua da, và có thể được sử dụng trong chấn thương thể thao, với ít rủi ro về vấn đề tiêu hóa.

### Tác dụng đang nghiên cứu
Ibuprofen đôi khi được sử dụng trong điều trị mụn trứng cá, vì tính chống viêm của nó, và đã được bán tại Nhật Bản dưới dạng liên quan cho người bị trứng cá.
Như các NSAID khác, ibuprofen có thể hữu ích trong điều trị chứng hạ huyết áp tư thế).
Trong một số nghiên cứu, ibuprofen cho thấy kết quả vượt trội so với một giả dược trong dự phòng bệnh Alzheimer, khi được dùng liều thấp trong một thời gian dài. Những nghiên cứu thêm là cần thiết để xác nhận kết quả trước khi ibuprofen có thể được đề nghị cho chỉ định này.
Ibuprofen có liên quan đến nguy cơ mắc Parkinson thấp hơn, nó có thể trì hoãn hoặc ngăn chặn bệnh này. Aspirin, một loại NSAID khác, và paracetamol không có hiệu lực đối với nguy cơ này. Cần những nghiên cứu thêm để chắc chắn trước khi sử dụng tác dụng này của ibuprofen.

### Ibuprofen lysine
Tại châu Âu, Australia và New Zealand ibuprofen lysine (muối lysine của ibuprofen, đôi khi được gọi là "ibuprofen lysinate" hay thậm chí là lysine, là dạng cation) được cho phép điều trị trong các bệnh tương tự như ibuprofen. Muối lysine tăng tính hòa tan trong nước, cho phép thuốc được sử dụng đường tĩnh mạch. Ibuprofen lysine đã được chứng minh có tác dụng nhanh và mạnh hơn so với ibuprofen acid.
Ibuprofen lysine được chỉ định cho đóng ống thông động mạch mở ở trẻ sinh non có cân nặng khoảng 500 đến 1500 gam, dưới 32 tuần tuổi thai khi chăm sóc y tế thông thường (ví dụ, hạn chế dịch, thuốc lợi tiểu, hỗ trợ hô hấp, vv) không hiệu quả. Đối với chỉ định này, ibuprofen lysine là một thay thế có hiệu quả cho indomethacin tĩnh mạch và có thể có lợi cho chức năng thận.

## Cơ chế tác dụng
Thuốc chống viêm non-steroid như ibuprofen hoạt động bằng cách ức chế các enzyme cyclooxygenase (COX) chuyển đổi axít arachidonic thành Prostaglandin H2 (PGH2). PGH2 đến lượt nó, được chuyển đổi bởi enzyme khác thành một số prostaglandin khác (là các chất trung gian của đau, viêm và sốt) và thromboxan A2 (có tác dụng kích thích kết tập tiểu cầu, dẫn đến sự hình thành cục nghẽn).
Như aspirin, indomethacin, và hầu hết các NSAID khác, ibuprofen được xem là một thuốc không ức chế chọn lọc COX- có nghĩa là, nó ức chế cả hai loại cyclooxygenase, COX-1 và COX-2. Các tác dụng giảm đau, hạ sốt, và chống viêm NSAID đạt được khi ức chế COX-2, trong khi sự ức chế COX-1 sẽ gây nên các tác dụng không mong muốn trên kết tập tiểu cầu và đường tiêu hóa. Tuy nhiên, vai trò của các đồng chất COX riêng rẽ trong tác dụng giảm đau, chống viêm và phá hủy dạ dày của các NSAID là không rõ ràng và các chất khác nhau gây ra mức độ giảm đau và phá hủy dạ dày khác nhau.

## Tác dụng không mong muốn
Ibuprofen dường như có tỷ lệ phản ứng bất lợi đường tiêu hóa thấp nhất trong số các thuốc NSAID. Tuy nhiên, điều này chỉ đúng ở liều thấp của ibuprofen, do đó, các thế phẩm không cần kê đơn của ibuprofen thường được ghi nhãn khuyên uống liều tối đa hàng ngày là 1200 mg.
Tác dụng bất lợi thường bao gồm: buồn nôn, khó tiêu, loét / chảy máu đường tiêu hóa, tăng men gan, tiêu chảy, chảy máu cam, nhức đầu, chóng mặt, cương dương vật, phát ban, giữ nước và muối, và tăng huyết áp.
Một số tác dụng bất lợi hiếm gặp gồm: loét thực quản, suy tim, tăng kali máu, suy thận, giảm trí nhớ, và co thắt phế quản

### Sự nhạy cảm ánh sáng
Cũng như các NSAID khác, ibuprofen đã được ghi nhận là một chất nhạy cảm ánh sáng. Tuy nhiên, điều này hiếm khi xảy ra với ibuprofen và nó được coi là một tác nhân nhạy cảm ánh áng rất yếu khi so sánh với các chất khác của nhóm 2-Arylpropionic axít. Điều này là do các phân tử ibuprofen chỉ chứa một nửa phenyl đơn và không có liên kết đôi, gây ra một hệ thống sắc tố bào và một phổ hấp thu quang rất yếu không đạt được thành quang phổ năng lượng mặt trời. 

### Nguy cơ tim mạch
Cùng với một số NSAID khác, ibuprofen được cho là làm tăng nguy cơ nhồi máu cơ tim, đặc biệt là ở những người bệnh mạn tính sử dụng liều cao.

### Nguy cơ trong bệnh viêm ruột (IBD)
Ibuprofen không được sử dụng thường xuyên ở người có bệnh viêm ruột do khả năng gây chảy máu dạ dày và loét bờ cong dạ dày. Thuốc giảm đau như paracetamol hay các loại thuốc có chứa codein (làm giảm nhu động ruột) là các biện pháp an toàn hơn ibuprofen để giảm đau trong IBD. Ibuprofen cũng được biết là gây IBD xấu đi trong khi bị stress, do đó cần phải tránh hoàn toàn.

## Dược độc học trên người
Ibuprofen quá liều đã trở nên phổ biến từ khi nó đã được cấp phép bán không đơn. Có nhiều trường hợp quá liều đã được báo cáo trên các tạp chí y văn, tuy vậy tần số các biến chứng do quá liều Ibuprofen đe dọa chức năng sống là thấp. Sự phản ứng của cơ thể trong các trường hợp quá liều xếp loại từ sự có mặt của các triệu chứng cho đến tử vong mặc dù đã được điều trị chăm sóc đặc biệt. Hầu hết các triệu chứng là một sự vượt mức các tác động dược lý của ibuprofen và bao gồm đau bụng, buồn nôn, nôn mửa, buồn ngủ, chóng mặt, đau đầu, ù tai, và rung giật nhãn cầu. Hiếm khi có các triệu chứng nghiêm trọng hơn như chảy máu tiêu hóa, co giật, trao đổi chất toan, tăng kali máu, hạ huyết áp, nhịp tim chậm, nhịp tim nhanh, rung nhĩ, hôn mê, rối loạn chức năng gan, suy thận cấp, chứng xanh tím da, rối loạn hô hấp, và ngừng tim đã được báo cáo. Các mức độ nghiêm trọng của các triệu chứng thay đổi tùy theo liều uống và thời gian uống; tuy nhiên, độ nhạy cảm cá nhân cũng đóng một vai trò quan trọng. Nói chung, các triệu chứng quá liều của ibuprofen ghi nhận tương tự như các triệu chứng do quá liều của các NSAID khác.
Có rất ít sự tương quan giữa mức độ của các triệu chứng và nồng độ ibuprofen trong huyết thanh. Hiệu ứng độc ít có khả năng xảy ra với liều dưới 100 mg / kg nhưng có thể nặng với liều trên 400 mg / kg; tuy nhiên, liều lượng lớn không không đồng nghĩa với các diễn biến lâm sàng gây tử vong. Không thể xác định chính xác liều tử vong, vì liều này có thể thay đổi tùy theo tuổi, trọng lượng, và các bệnh lý đi kèm ở mỗi bệnh nhân khác nhau.
Liệu pháp điều trị phần lớn dựa vào triệu chứng. Trong trường hợp xuất hiện sớm, khử nhiễm dạ dày được khuyến cáo bằng cách dùng than hoạt tính; than thấm hút thuốc trước khi thuốc có thể được hấp thu vào hệ tuần hoàn. Rửa dạ dày ngày nay ít khi được sử dụng, nhưng có thể được cân nhắc nếu số lượng thuốc uống vào lớn có khả năng đe dọa tính mạng và có thể được thực hiện trong vòng 60 phút sau khi uống. Kích thích nôn không được khuyến cáo sử dụng. Trong đa số các trường hợp uống ibuprofen chỉ gây ra ảnh hưởng nhẹ và điều trị quá liều là đơn giản. Các biện pháp tiêu chuẩn để duy trì lượng nước tiểu bình thường nên được tiến hành và theo dõi chức năng thận. Kể từ khi ibuprofen có tính axít và được bài tiết qua nước tiểu, sự đi tiểu mang tính kiềm bắt buộc theo lý thuyết là có lợi. Tuy nhiên, do thực tế là ibuprofen giới hạn protein cao trong máu, nên sự bài tiết tối thiểu qua thận của thuốc không thay đổi. Tiểu kiềm bắt buộc do đó phải kiềm diuresis là do đó có lợi ích hạn chế. Điều trị triệu chứng hạ huyết áp, chảy máu tiêu hóa, toan hóa, và độc thận có thể được chỉ định. Đôi khi theo dõi chặt chẽ trong một đơn vị chuyên chăm sóc đặc biệt trong vài ngày là cần thiết. Nếu bệnh nhân qua được giai đoạn ngộ độc cấp tính, họ thường sẽ không có di chứng gì.

## Hóa học
Ibuprofen là chỉ có rất ít hòa tan trong nước, ít hơn 1 mg ibuprofen hòa tan trong 1 ml nước (<1 mg / ml).

### Lập thể
Ibuprofen, giống như các dẫn xuất 2-arylpropionate khác (bao gồm ketoprofen, flurbiprofen, naproxen,etc), chứa một trung tâm lập thể trong vị trí α của propionate phân nưa. Như vậy, có hai thể enantiomer s của ibuprofen, với tiềm năng cho các hiệu ứng sinh học và sự trao đổi chất khác nhau cho mỗi enantiomer.
Trên thực tế (S)-(+)- ibuprofen (dexibuprofen) là hình thức hoạt động cả trong ống nghiệm (in vitro) và thực nghiệm (in vivo).
Theo logic, có khả năng phát triển tính hoạt động và tính hiệu lực của các công thức ibuprofen bằng việc giới thiệu ibuprofen như là một sản phẩm sản phẩm enantiomer đơn (như xảy ra với naproxen, một NSAID khác).
Hơn nữa nghiên cứu in vivo đã phát hiện sự tồn tại của một isomerase (2-arylpropionyl-CoA epimerase) chuyển hóa (R)-ibuprofen thành ( S)-ibuprofen hoạt động. Như vậy, do chi phí và hiệu quả không caocủa việc tạo ra một enantiomer tinh khiết, hầu hết các công thức ibuprofen hiện nay trên thị trường là các hỗn hợp racemic.
|               |               |
|               |               |
|               |               |
| (R)-ibuprofen | (S)-ibuprofen |